# Mistrzostwa Świata w Lekkoatletyce 2017 – bieg na 3000 m z przeszkodami kobiet
Bieg na 3000 metrów z przeszkodami kobiet – jedna z konkurencji biegowych rozgrywanych podczas lekkoatletycznych mistrzostw świata na Stadionie Olimpijskim w Londynie.

## Terminarz
| Data        | Godzina |            |
| ----------- | ------- | ---------- |
| 9 sierpnia  | 19:05   | Eliminacje |
| 11 sierpnia | 21:25   | Finał      |

## Rekordy
Tabela prezentuje rekord świata, rekordy poszczególnych kontynentów, mistrzostw świata, a także najlepszy rezultat na świecie w sezonie 2017 przed rozpoczęciem mistrzostw.
|                            | Zawodniczka                 | Wynik   | Miejsce        | Data                  |
| -------------------------- | --------------------------- | ------- | -------------- | --------------------- |
| Rekord świata              | Ruth Jebet                  | 8:52,78 | Paryż          | 27 sierpnia 2016(dts) |
| Listy światowe             | Celliphine Chepteek Chespol | 8:58,78 | Eugene         | 26 maja 2017(dts)     |
| Rekord mistrzostw świata   | Jekatierina Wołkowa         | 9:06,57 | Osaka          | 27 sierpnia 2007(dts) |
| Rekord Afryki              | Celliphine Chepteek Chespol | 8:58,78 | Eugene         | 26 maja 2017(dts)     |
| Rekord Azji                | Ruth Jebet                  | 8:52,78 | Saint-Denis    | 27 sierpnia 2016(dts) |
| Rekord Ameryki Północnej   | Emma Coburn                 | 9:07,93 | Rio de Janeiro | 15 sierpnia 2016(dts) |
| Rekord Ameryki Południowej | Juliana Paula dos Santos    | 9:38,63 | Praga          | 6 czerwca 2016(dts)   |
| Rekord Europy              | Gulnara Samitowa-Gałkina    | 8:58,81 | Pekin          | 17 sierpnia 2008(dts) |
| Rekord Australii i Oceanii | Genevieve Lacaze            | 9:14,28 | Saint-Denis    | 27 sierpnia 2016(dts) |

## Minima kwalifikacyjne
Aby zakwalifikować się do mistrzostw, należało wypełnić minimum kwalifikacyjne wynoszące 9:42,00 (uzyskane w okresie od 1 października 2016 do 23 lipca 2017), z uwagi na małą liczbę zawodniczek z minimum, kolejne lekkoatletki zaproszono do występu w mistrzostwach na podstawie lokat na listach światowych.

## Wyniki

### Eliminacje
Awans: Pierwsze trzy najlepsze z każdego biegu (Q) i 6 z najlepszymi czasami wśród przegranych (q).
| Pozycja | Bieg | Zawodniczka             | Państwo           | Czas     | Uwagi      |
| ------- | ---- | ----------------------- | ----------------- | -------- | ---------- |
| 1       | 2    | Beatrice Chepkoech      | Kenia             | 9:19,03  | Q          |
| 2       | 2    | Ruth Jebet              | Bahrajn           | 9:19,52  | Q          |
| 3       | 2    | Courtney Frerichs       | Stany Zjednoczone | 9:25,14  | Q          |
| 4       | 2    | Aisha Praught Leer      | Jamajka           | 9:26,37  | q          |
| 5       | 3    | Celliphine Chespol      | Kenia             | 9:27,35  | Q          |
| 6       | 3    | Emma Coburn             | Stany Zjednoczone | 9:27,42  | Q          |
| 7       | 3    | Genevieve LaCaze        | Australia         | 9:27,53  | Q,         |
| 8       | 3    | Winfred Mutile Yavi     | Bahrajn           | 9:28,00  | q          |
| 9       | 2    | Geneviève Lalonde       | Kanada            | 9:31,81  | q,         |
| 10      | 3    | Etenesh Diro            | Etiopia           | 9:31,87  | q          |
| 11      | 2    | Birtukan Fente          | Etiopia           | 9:33,99  | q,         |
| 12      | 3    | Belén Casetta           | Argentyna         | 9:35,78  | q,         |
| 13      | 3    | Fabienne Schlumpf       | Szwajcaria        | 9:36,08  |            |
| 14      | 2    | Özlem Kaya              | Turcja            | 9:37,06  | SB         |
| 15      | 1    | Gesa Felicitas Krause   | Niemcy            | 9:39,86  | Q          |
| 16      | 1    | Hyvin Jepkemoi          | Kenia             | 9:39,89  | Q          |
| 17      | 1    | Purity Cherotich Kirui  | Kenia             | 9:40,53  | Q          |
| 18      | 1    | Fadwa Sidi Madane       | Maroko            | 9:40,61  |            |
| 19      | 1    | Sofia Assefa            | Etiopia           | 9:40,88  |            |
| 20      | 3    | Peruth Chemutai         | Uganda            | 9:43,04  |            |
| 21      | 2    | Anna Emilie Møller      | Dania             | 9:44,12  |            |
| 22      | 1    | Irene Sánchez-Escribano | Hiszpania         | 9:46,59  |            |
| 23      | 2    | Maria Larsson           | Szwecja           | 9:48,13  |            |
| 24      | 1    | Maeva Danois            | Francja           | 9:49,21  |            |
| 25      | 3    | Rosie Clarke            | Wielka Brytania   | 9:49,36  |            |
| 26      | 1    | Alycia Butterworth      | Kanada            | 9:51,50  |            |
| 27      | 3    | Viktória Gyürkés        | Węgry             | 9:52,66  |            |
| 28      | 2    | Amina Betiche           | Algieria          | 9:53,06  |            |
| 29      | 1    | Marija Szatałowa        | Ukraina           | 9:54,21  |            |
| 30      | 1    | Lennie Waite            | Wielka Brytania   | 9:54,97  |            |
| 31      | 1    | Tigist Getent           | Bahrajn           | 9:55,42  |            |
| 32      | 3    | Maria Bernard           | Kanada            | 9:59,45  |            |
| 33      | 2    | Victoria Mitchell       | Australia         | 10:00,40 |            |
| 34      | 3    | Francesca Bertoni       | Włochy            | 10:01,36 |            |
| 35      | 3    | María José Pérez        | Hiszpania         | 10:01,84 |            |
| 36      | 2    | Camilla Richardsson     | Finlandia         | 10:07,04 |            |
| 37      | 1    | Lucie Sekanová          | Czechy            | 10:09,67 |            |
| 38      | 3    | Tuğba Güvenç            | Turcja            | 10:13,03 |            |
| 39      | 1    | Charlotta Fougberg      | Szwecja           | 10:21,21 |            |
| 40      | 2    | Teresa Urbina           | Hiszpania         | 10:21,90 |            |
| -       | 1    | Colleen Quigley         | Stany Zjednoczone | DQ       | R 163,3(b) |
| -       | 2    | Luiza Gega              | Albania           | DNS      |            |

### Finał
| Pozycja | Zawodniczka            | Państwo           | Czas    | Uwagi      |
| ------- | ---------------------- | ----------------- | ------- | ---------- |
| 01 !    | Emma Coburn            | Stany Zjednoczone | 9:02,58 | CR,        |
| 02 !    | Courtney Frerichs      | Stany Zjednoczone | 9:03,77 | PB         |
| 03 !    | Hyvin Jepkemoi         | Kenia             | 9:04,03 |            |
| 4       | Beatrice Chepkoech     | Kenia             | 9:10,45 |            |
| 5       | Ruth Jebet             | Bahrajn           | 9:13,96 |            |
| 6       | Celliphine Chespol     | Kenia             | 9:15,04 |            |
| 7       | Etenesh Diro           | Etiopia           | 9:22,46 |            |
| 8       | Winfred Mutile Yavi    | Bahrajn           | 9:22,67 | PB         |
| 9       | Gesa Felicitas Krause  | Niemcy            | 9:23,87 |            |
| 10      | Purity Cherotich Kirui | Kenia             | 9:25,62 |            |
| 11      | Belén Casetta          | Argentyna         | 9:25,99 | SA         |
| 12      | Genevieve LaCaze       | Australia         | 9:26,25 | SB         |
| 13      | Geneviève Lalonde      | Kanada            | 9:29,99 | NR         |
| -       | Aisha Praught Leer     | Jamajka           | DQ      | R 163,3(b) |
| -       | Birtukan Fente         | Etiopia           | DNS     |            |